# Megadontomys
A Megadontomys az emlősök (Mammalia) osztályának rágcsálók (Rodentia) rendjébe, ezen belül a hörcsögfélék (Cricetidae) családjába tartozó nem.

## Rendszerezés
A nembe az alábbi 3 faj tartozik:
- Megadontomys cryophilus Musser, 1964
- Megadontomys nelsoni Merriam, 1898
- Megadontomys thomasi Merriam, 1898 – típusfaj